# EZF Advance
EZF Advance är ett tillbehör till Game Boy Advance (GBA). Det var den första flashminneskassetten med integrerad realtidsklocka och kalender, utvecklingsbaserad från kunskaperna av EZ, en tidigare modell.
Den tillhörande USB-kabeln är ensam i sitt slag med funktionen att kunna köra små anpassade utföranden (cirka 2 megabit) direkt från datorn till GBA utan att det krävs någon kassett.